# Na Muen (huyện)
Na Muean (tiếng Thái: นาหมื่น) là một huyện (amphoe) ở phía nam thuộc tỉnh Nan, phía bắc Thái Lan.

## Lịch sử
Tiểu huyện (King Amphoe) Na Muean được thành lập ngày 9 tháng 10 năm 1978 thuộc huyện Na Noi, mà từ đó đơn vị này được tách ra. Ban đầu bao gồm 3 tambon Na Thanung, Bo Kaeo và Mueang Li. Đơn vị này đã được nâng cấp thành huyện ngày 4 tháng 7 năm 1994.

## Địa lý
Các huyện giáp ranh (từ phía bắc theo chiều kim đồng hồ): Na Noi thuộc tỉnh Nan, Ban Khok, Fak Tha và Tha Pla thuộc tỉnh Uttaradit, Mueang Phrae và Rong Kwang thuộc tỉnh Phrae.

## Hành chính
Huyện này được chia thành 4 phó huyện (tambon), các đơn vị này lại được chia ra thành 48 làng (muban). Không có khu vực thành thị, có 4 Tổ chức hành chính tambon.
| STT | Tên        | Tên tiếng Thái | Số làng | Dân số |  |
| --- | ---------- | -------------- | ------- | ------ |  |
| 1.  | Na Thanung | นาทะนุง         | 17      | 4.989  |  |
| 2.  | Bo Kaeo    | บ่อแก้ว          | 14      | 4.756  |  |
| 3.  | Mueang Li  | เมืองลี          | 7       | 2.126  |  |
| 4.  | Ping Luang | ปิงหลวง         | 10      | 3.168  |  |